# Schwedische Wasserballnationalmannschaft der Männer
Die schwedische Wasserballnationalmannschaft der Männer ist die Nationalmannschaft der schwedischen Männer in der Sportart Wasserball. Sie vertritt Schweden bei internationalen Wettbewerben wie Olympischen Spielen, Weltmeisterschaften oder Europameisterschaften. Die organisatorische Verantwortung liegt beim schwedischen Schwimmverband (Svenska Simförbundet, SSF).
Die größten Erfolge der Nationalmannschaft sind der Gewinn von einer Silbermedaille und zwei Bronzemedaillen bei Olympischen Spielen sowie drei Silbermedaillen bei Europameisterschaften.

## Erfolge
Die schwedische Mannschaft qualifizierte sich für die Teilnahme an acht olympischen Wasserballturnieren und neun Europameisterschaften.

### Olympische Spiele
- 1908: Bronzemedaille
- 1912: Silbermedaille
- 1920: Bronzemedaille
- 1924: 4. Platz
- 1936: 7. Platz
- 1948: 5. Platz
- 1952: 9. Platz
- 1980: 11. Platz

### Europameisterschaften
- 1926: Silbermedaille
- 1927: 4. Platz
- 1934: 4. Platz
- 1947: Silbermedaille
- 1950: Silbermedaille
- 1962: 9. Platz
- 1966: 9. Platz
- 1970: 9. Platz
- 1989: 16. Platz